# الطبقة الثالثة
كانت الطَّبَقَة الثَّالِثَة (بالفرنسية: le tiers état)‏ إحدى الطبقات الاجتماعية الثلاث الموجودة في النظام القديم الفرنسي. كانت مكونة من كل المواطنين إلا النبلاء ورجال الدين الكاثوليكي. في بداية مجلس الطبقات العامة 1789، كانت الطبقة الثالثة "تعانى الفقر والعبودية، ولكن أكثر من ذلك كانت تلك الطبقة الثالثة تتحمل نفقات وضرائب الدولة".